# NGC 4053
NGC 4053 est une galaxie spirale située dans la constellation de la Chevelure de Bérénice. NGC 4053 a été découverte par l'astronome prussien Heinrich d'Arrest en 1864.

## Caractéristiques
Sa vitesse par rapport au fond diffus cosmologique est de 7 488 ± 23 km/s, ce qui correspond à une distance de Hubble de 110,4 ± 7,7 Mpc (∼360 millions d'al).
Selon la base de données Simbad, NGC 4053 est une galaxie LINER, c'est-à-dire une galaxie dont le noyau présente un spectre d'émission caractérisé par de larges raies d'atomes faiblement ionisés.